# Elocation
Elocation è il secondo album in studio del gruppo musicale canadese Default, pubblicato nel 2003.

## Tracce
Tutte le tracce sono dei Default, eccetto dove indicato.

1. Who Followed Who? – 3:24
2. (Taking My) Life Away – 4:12
3. Movin' On – 3:31
4. Throw It All Away – 3:29
5. Cruel (Jeff Buckley, Gary Lucas) – 4:39
6. Made to Lie – 3:15
7. Crossing the Line – 2:35
8. Without You – 3:40
9. Break Down Doors – 3:03
10. Enough – 3:38
11. All She Wrote – 4:00
12. Alone – 3:23
13. Let You Down (Acoustic) (bonus track) – 3:29